# Cesta vzhůru
Cesta vzhůru (v anglickém originále Higher Ground) je americko-kanadský televizní seriál o střední škole Horizont, která se stala útočištěm pro problémové teenagery. Studenti řeší drogy, sexuální zneužívání, sebepoškozování, poruchy příjmu potravy a pokusy o sebevraždu.

## Obsazení

### Studenti

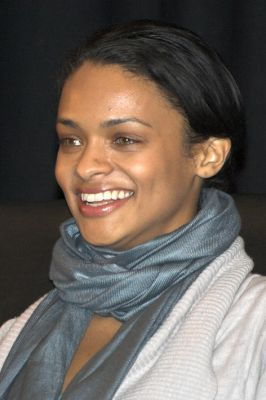
Kandyse McClure

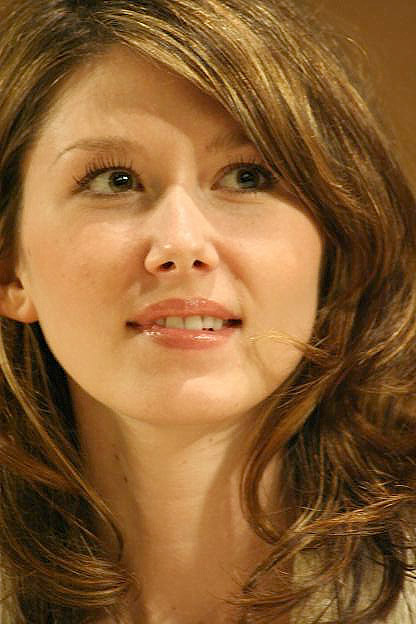
Jewel Staite

Scott Barringer (Hayden Christensen)
Šestnáctiletý Scott se stal fotbalovou hvězdou, hraje na klavír a vyniká v atletice. Jeho rodiče se rozvedli. Když mu bylo patnáct, jeho otec se oženil s mladou ženou, která byla blíže ke Scottově věku. Nevlastní matka ho svedla a začala s ním spát. Nadával na otce a obrátil se k drogám, díky nimž ho vyhodili z fotbalového týmu. Otec mu chtěl pomoci a tak ho poslal do Horizontu. Nejdřív měl Scott krátký vztah s Julliet, později chodil se Shelby.
Shelby Merricková (A. J. Cook)
Ve čtrnácti utekla z domu, protože ji léta sexuálně zneužíval její nevlastní otec. Na ulici se živila prostitucí a stala se drogově závislou. Po roce našla svého skutečného otce v Los Angeles, který ji poslal na střední školu Horizont. Během seriálu se zamiluje do Scotta. Později ji její matka odveze z Horizontu, aby jí pomohla s péčí o nevlastního otce připoutaného na invalidní vozík. Doma se dozví, že nevlastní otec porušil slib a zneužíval i její mladší sestru Jess. Zavolá na něj policisty. Její matka nejprve zapírá pravdu i když ji zná, pak ale policistům všechno řekne a nevlastní otec je vzat do vazby. Schelby se vrátí do Horizontu.
Katherine "Katt" Ann Cabotová (Kandyse McClure)

Katherine je Afroameričanka adoptovaná do rodiny bílých rodičů. Náhodná smrt její nevlastní sestry (biologické dcery adoptivních rodičů) ji uvrhne do těžkých depresí. Je proto poslána rodiči do Horizontu.
Augusto "Auggie" Ciceros (Jorgito Vargas mladší)
Nejmladší z pěti dětí. Sice nebyl členem gangu, ale získal si impozantní pověst mezi jeho členy. Nakonec byl zatčen a protože v patnácti neuměl číst ani psát byl umístěn do třídy pro mentálně postižené přestože byl inteligentní. Učitelé v Horizontu si uvědomili, že skutečným problémem je dyslexie. Zamiloval se do Juliette Waybournové.
Juliette "Jules" Waybournová (Meghan Ory)
Často byla ze strany Shelby označována jako princezna kvůli svému vzhledu a chování. Trpěla bulimií a sebepoškozováním. Byla ovlivňována svou perfekcionistickou matkou, která měla mnoho manželů za posledních devět let. Jules vyrůstala ve třech různých domácnostech s osmi sourozenci ze tří otců. Téměř všichni sourozenci jsou mimořádně snaživými žáky. Neschopna konkurovat jejich úspěchům, vybrala si fyzicky destruktivní opatření k získání lásky a pozornosti, po které toužila. Její biologický otec, pilot dopravního letadla, který byl často pryč, ji přivedl do Horizontu. Má vztah s Augustem Cicerem a krátce byla se Scottem.
Ezra Friedkin (Kyle Downes)
Byl adoptován po narození rodiči, kteří víc hledali způsob jak vyřešit svoje vlastní problémy a hádky než aby se věnovali Ezrovi. Ten aby se uklidnil, obrátil se k drogám a užíval ketamin s nímž se málem předávkoval. Po zotavení se dostal do Horizontu. Udržuje úzký vztah s Daisy Lipenowskou.
Daisy Lipenowská (Jewel Staite)
Své tajemství nosila pod maskou gothického make-upu, oblečení a piercingů. Když její otec přešel od psychického násilí k fyzickému, udeřila ho golfovou holí. Proto se dostala do Horizontu. Bystrá a krutě upřímná Daisy skrývá svou vnitřní bolest a vztek za arogancí a morbidním smyslem pro humor. Má silné přátelství s Ezrou, později i se Shelby. Na konci první řady zemře její matka při autonehodě, protože řídila v opilosti. Se Shelby a Sofií jede na její pohřeb, kde se snaží vyrovnat se svým otcem.

### Učitelé
Peter Scarbow (Joe Lando)
V posledních třech letech ředitel a hlavní správce Střední školy Horizont. Peter je fyzicky zdatný a zdravý sportovec i když má šrouby v koleně. Ve 28 letech začal s kokainem a poté i s heroinem. Drogy vedly k rozvodu s jeho ženou. Peter skončil na ulici. Při zotavování se z předávkování v nemocnici ve Washingtonu se setkal s Frankem, jehož přesvědčení udělalo na Petera dojem. Frank pozval Petera do Horizontu a stal se jeho rádcem, nejlepším přítelem a náhradním otcem. Až na občasné výlety do New Yorku přebýval v Horizontu. Peter měl vztah se Sofií Beckerovou, kterou si později vzal za ženu.
Sofie Beckerová (Anne Marie Loder)
Setkala se s Peterem během jedné jeho léčby z drogové závislosti. Oba se stali přáteli díky svému zájmu o adrenalinové sporty. Sofie poté odešla do zahraničí. Když se vrátila, Peter ji už nechtěl opustit, tak ji požádal jestli by se více nemohla zapojit do činností v Horizontu. Sofie souhlasí a od té doby rozvíjí svůj vztah s Peterem. Později se ukáže, že má endometriózu. V posledním díle přijímá Peterovu nabídku ke sňatku.
Hannah Browerová-Barnesová (Deborah Odell)
Hannah vedla v první polovině seriálu skupinu Dobrodruhů. Milovala děti a velmi se s nimi sblížila, hlavně s Kate a Augustem. Snažila se udržet si manželství při své emocionálně náročné práci. Zjistila Augustovu dyslexii, naučila Juliette se postavit své matce, přivítala Daisy ve škole a pomohla Shelby použít její lásku pro dobrou věc. Poté, co nový student spáchal sebevraždu se rozhodla z Horizontu odejít a upevnit své manželství v Seattlu.

### České znění
- David Vejražka
- Zuzana Petráňová
- Bohumil Švarc mladší
- Eliška Nezvalová
- Markéta Štechová
- Jan Maxián
- Klára Jandová
- Jan Škvor
- Jitka Moučková

## Seznam dílů
| Č. | Český název           | Původní název                | Citát | Původní premiéra | Premiéra v ČR      |
| -- | --------------------- | ---------------------------- | --- | ---------------- | ------------------ |
| 1  | Scott je volný        | Scott Free                   | „Všichni vězíme v bahně, ale někteří z nás se dívají ke hvězdám.“ - Oscar Wilde                                   | 14. ledna 2000   | 12. srpna 2002     |
| 2  | Ženy ve zbrani        | Babes in Arms                | „Největší ze všech tajemství mám stále ukryto v sobě.“ - Anna Achmatovová                                         | 21. ledna 2000   | 26. srpna 2002     |
| 3  | Nejsilnější pouto     | Our Strongest Link           | „Každý někoho potřebuje; nic není správné či dobré samo o sobě.“ - Ralph Waldo Emerson                            | 4. února 2000    | 2. září 2002       |
| 4  | Přímá cesta           | Walking the Line             | „Když rozjitříme spor mezi minulostí a přítomností, zjistíme, že jsme ztratili budoucnost.“ - Winston Churchill   | 28. ledna 2000   | 9. září 2002       |
| 5  | Vodopád naděje        | Hope Falls                   | „Neberte nikomu jeho naději; možná je to to jediné, co má.“ - Neznámý autor                                       | 10. března 2000  | 16. září 2002      |
| 6  | Ostatky               | What Remains                 | „V tichu našich lesů nebudou vaše děti samy.“ - Náčelník Seattle                                                  | 11. února 2000   | 23. září 2002      |
| 7  | Křižovatky            | Crossroads                   | „Nikdo vás nemůže ponížit, pokud mu k tomu nedáte svolení.“ - Eleanor Rooseveltová                                | 18. února 2000   | 30. září 2002      |
| 8  | Vzdálené světy        | Worlds Apart                 | „Je lehčí bojovat za principy, než je skutečně žít.“ - Alfred Adler                                               | 25. února 2000   | 7. října 2002      |
| 9  | Svádění               | Seductions                   | „Milovat sebe je začátkem krásného vztahu na celý život.“ - Oscar Wilde                                           | 3. března 2000   | 14. října 2002     |
| 10 | Blízká setkání        | Close Encounters             | „Řekněte mi, kdo vás obdivuje a miluje a já vám řeknu. kdo jste.“ - C. A. Sainte-Beuve                            | 17. března 2000  | 21. října 2002     |
| 11 | Život jde dál         | The Kids Stay in the Picture | „Tady je na vás odevšad vidět. Musíte změnit svůj život.“ - Rainer Maria Rilke                                    | 21. dubna 2000   | 28. října 2002     |
| 12 | Vhodné chování        | Wherefore Art Thou           | „Falešná tvář musí skrýt, co falešné srdce v sobě skrývá.“ - William Shakespeare                                  | 31. března 2000  | 4. listopadu 2002  |
| 13 | Kdepak jsi?           | Best Behavior                | „Nedívejme se zpět se zlobou, nehleďme kupředu se strachem, ale rozhlížejme se s jasným vědomím.“ - James Thurber | 7. dubna 2000    | 11. listopadu 2002 |
| 14 | Nedostatek pozornosti | Attention Deficit            | „Kdesi ve světě je tvůj otec a potřebuje tě, ale ty jsi příliš daleko.“ - William Stafford                        | 14. dubna 2000   | 18. listopadu 2002 |
| 15 | Odhalení              | Exposed                      | „S touhou hledím na vás jen... a píšu knihu každý den.“ - Elvis Costello                                          | 28. dubna 2000   | 25. listopadu 2002 |
| 16 | Nevinnost             | Innocence                    | „Dětství je náznakem člověka jako je ráno náznakem dne.“ - John Milton                                            | 5. května 2000   | 2. prosince 2002   |
| 17 | Dvě tváře Daisy       | Daised and Confused          | „Choval jsem v srdci naději, ale ta zmizela když jsem spatřil svou podobu...“ - Mary Shelleyová                   | 12. května 2000  | 9. prosince 2002   |
| 18 | Závan dávných časů    | One of Those Days            | „Nejste na tomhle světě úplně sami. Je tu i váš bratr.“ - Albert Schweitzer                                       | 19. května 2000  | 16. prosince 2002  |
| 19 | Protože je tady       | Because it's There           | „Proč lézt na Mount Everest? "Protože je tady."“ - George Mallory                                                 | 16. května 2000  | 23. prosince 2002  |
| 20 | Pád vzhůru            | Falling Up                   | „Tragédie pojednávají o hlubinách vyzývajících určité lidi, aby do nich sestoupili.“ - Robert Bly                 | 3. června 2000   | 30. prosince 2002  |
| 21 | Spravené ploty        | Mended Fences                | „Chceme-li opravdu žít, měli bychom to ihned začít zkoušet.“ - Wystan Hugh Auden                                  | 9. června 2000   | 6. ledna 2003      |
| 22 | Protože tě miluju     | Because I Love You           | „Dítě se stane člověku otcem.“ - William Wordsworth                                                               | 16. června 2000  | 13. ledna 2003     |